# Morti nel 1974/Ottobre
| Questa pagina contiene informazioni ricavate automaticamente dalle voci biografiche con l'ausilio del template Bio e di un bot. L'aggiornamento è periodico e automatico e ricostruisce completamente la pagina. Se manca una persona in questa lista, sei pregato di non aggiungerla, ma accertati piuttosto che la sua voce biografica contenga il template Bio e che i dati anagrafici siano correttamente compilati. Se il template Bio manca, inseriscilo tu stesso o, in alternativa, metti l'avviso {{tmp\|Bio}} che ne segnala la mancanza. Se i dati riportati sono sbagliati, correggi direttamente la voce biografica; le modifiche saranno visibili in questa lista entro pochi giorni. Per chiarimenti vedi il progetto biografie. La lista contiene solo le 101 persone che sono citate nell'enciclopedia e per le quali è stato implementato correttamente il template Bio. Pagina aggiornata al 3 mar 2024. |

- 1º ottobre - André Birabeau, commediografo e scrittore francese (n. 1890)
- 1º ottobre - Ralph Bishop, cestista e allenatore di pallacanestro statunitense (n. 1915)
- 1º ottobre - Spyridōn Marinatos, archeologo greco (n. 1901)
- 2 ottobre - Nurul Amin, politico pakistano (n. 1893)
- 2 ottobre - Antonio Guarasci, politico italiano (n. 1918)
- 2 ottobre - Angelo Mazzola, compositore e chitarrista italiano (n. 1887)
- 2 ottobre - Vasilij Makarovič Šukšin, attore, regista e scrittore sovietico (n. 1929)
- 3 ottobre - Alessandro Bagnato, scrittore, poeta e storico italiano (n. 1890)
- 4 ottobre - Anne Sexton, scrittrice e poetessa statunitense (n. 1928)
- 4 ottobre - Robert Lee Moore, matematico statunitense (n. 1882)
- 5 ottobre - Alexandre Derevitsky, compositore e direttore d'orchestra italiano (n. 1909)
- 5 ottobre - Richard Küchen, ingegnere, progettista e imprenditore tedesco (n. 1898)
- 5 ottobre - Virgil Miller, direttore della fotografia e effettista statunitense (n. 1887)
- 5 ottobre - Zalman Shazar, politico, scrittore e poeta bielorusso (n. 1889)
- 6 ottobre - Sandro Dalla Libera, organista, compositore e musicologo italiano (n. 1912)
- 6 ottobre - Helmuth Koinigg, pilota automobilistico austriaco (n. 1948)
- 6 ottobre - Guglielmo Pelizzo, politico italiano (n. 1904)
- 6 ottobre - Ebe Stignani, mezzosoprano italiano (n. 1903)
- 7 ottobre - René Dary, attore e produttore cinematografico francese (n. 1905)
- 7 ottobre - Giampietro Dore, giornalista italiano (n. 1899)
- 8 ottobre - Baccio Maria Bacci, pittore italiano (n. 1888)
- 8 ottobre - Gabriele Bianchi, compositore italiano (n. 1901)
- 8 ottobre - Harry Carney, sassofonista e clarinettista statunitense (n. 1910)
- 8 ottobre - Paul Gray Hoffman, imprenditore statunitense (n. 1891)
- 8 ottobre - Maria Nallino, arabista italiana (n. 1908)
- 9 ottobre - Pere Bosch-Gimpera, archeologo, antropologo e filologo spagnolo (n. 1891)
- 9 ottobre - Guy Clarkson, hockeista su ghiaccio britannico (n. 1891)
- 9 ottobre - Oskar Schindler, imprenditore tedesco (n. 1908)
- 10 ottobre - Marie Luise Kaschnitz, scrittrice, poetessa e saggista tedesca (n. 1901)
- 10 ottobre - Athīna Livanou,  inglese (n. 1929)
- 10 ottobre - Giacomo Ottolenghi, politico italiano (n. 1906)
- 10 ottobre - Ljudmila Michajlovna Pavličenko, militare sovietica (n. 1916)
- 11 ottobre - Giorgio Bardanzellu, ufficiale, avvocato e politico italiano (n. 1888)
- 11 ottobre - Friedrich Golling, schermidore austriaco (n. 1883)
- 12 ottobre - Pink Anderson, cantante e chitarrista statunitense (n. 1900)
- 12 ottobre - Åke Falck, regista e attore svedese (n. 1925)
- 13 ottobre - Piero Bernardini, pittore e illustratore italiano (n. 1891)
- 13 ottobre - Anatolij Kožemjakin, calciatore sovietico (n. 1953)
- 13 ottobre - Josef Krips, direttore d'orchestra e violinista austriaco (n. 1902)
- 13 ottobre - P. Schuyler Miller, autore di fantascienza statunitense (n. 1912)
- 13 ottobre - Hinrich Möller, militare tedesco (n. 1906)
- 13 ottobre - Sam Rice, giocatore di baseball statunitense (n. 1890)
- 13 ottobre - Wojciech Rubinowicz, fisico polacco (n. 1889)
- 13 ottobre - Ed Sullivan, conduttore televisivo, showman e giornalista statunitense (n. 1901)
- 14 ottobre - Fernando Bonatti, ginnasta italiano (n. 1894)
- 14 ottobre - Səttar Bəhlulzadə, pittore azero (n. 1909)
- 14 ottobre - Valeriano Cobbe, religioso, presbitero e missionario italiano (n. 1932)
- 15 ottobre - Jan Everse, calciatore olandese (n. 1922)
- 15 ottobre - Felice Maritano, carabiniere italiano (n. 1919)
- 15 ottobre - Lúcio Soares, calciatore portoghese (n. 1934)
- 16 ottobre - Calisto Calisti, attore italiano (n. 1925)
- 16 ottobre - Duke Cumberland, cestista statunitense (n. 1915)
- 16 ottobre - Vlasta Děkanová, ginnasta cecoslovacca (n. 1909)
- 17 ottobre - Tomotaka Tasaka, regista giapponese (n. 1902)
- 18 ottobre - José da Conceição, altista e velocista brasiliano (n. 1931)
- 18 ottobre - Gian Maria Ghidini, entomologo, speleologo e erpetologo italiano (n. 1911)
- 18 ottobre - Mario Tadini Buoninsegni, politico italiano (n. 1889)
- 19 ottobre - Igino Balducci, poeta e scrittore italiano (n. 1891)
- 19 ottobre - Nur Ali Elahi, musicista, filosofo e giurista iraniano (n. 1895)
- 19 ottobre - Varaztad Kazanjian, dentista statunitense (n. 1879)
- 20 ottobre - Gori Castellani, aviatore e militare italiano (n. 1902)
- 20 ottobre - Woody Grimshaw, cestista e allenatore di pallacanestro statunitense (n. 1919)
- 20 ottobre - Vilho Pekkala, lottatore finlandese (n. 1898)
- 21 ottobre - Donald Goines, scrittore statunitense (n. 1936)
- 21 ottobre - Ilario Margarita, operaio e anarchico italiano (n. 1887)
- 21 ottobre - Federico Sal y Rosas, psichiatra peruviano (n. 1900)
- 22 ottobre - Georges Ditzler, calciatore belga (n. 1897)
- 22 ottobre - Matvey Dubrovin, regista teatrale russo (n. 1911)
- 22 ottobre - Mario Ottieri, imprenditore e politico italiano (n. 1910)
- 23 ottobre - Aleksandr Orlov, attore sovietico (n. 1889)
- 23 ottobre - Luigi Paterlini, velocista e ostacolista italiano (n. 1923)
- 23 ottobre - Egon Zill, ufficiale tedesco (n. 1906)
- 24 ottobre - Édouard Crut, calciatore francese (n. 1901)
- 24 ottobre - Ekaterina Alekseevna Furceva, politica sovietica (n. 1910)
- 24 ottobre - Francesco Augusto Masnata, poeta e commediografo italiano (n. 1882)
- 24 ottobre - David Fëdorovič Ojstrach, violinista sovietico (n. 1908)
- 24 ottobre - Salvatore Pelosi, militare italiano (n. 1906)
- 25 ottobre - Nikola Babić, calciatore jugoslavo (n. 1905)
- 25 ottobre - Carl Shaeffer, cestista statunitense (n. 1924)
- 26 ottobre - Luigi Astore, compositore e arrangiatore italiano (n. 1906)
- 26 ottobre - Paul Frankeur, attore francese (n. 1905)
- 26 ottobre - Amedeo Rubeo, politico italiano (n. 1909)
- 27 ottobre - Rudolf Dassler, imprenditore tedesco (n. 1898)
- 27 ottobre - André Granet, architetto e imprenditore francese (n. 1881)
- 28 ottobre - Everaldo, calciatore brasiliano (n. 1944)
- 28 ottobre - David Jones, poeta e pittore britannico (n. 1895)
- 28 ottobre - Flaviano Magrassi, medico e virologo italiano (n. 1908)
- 28 ottobre - Luigi Ruggeri, politico italiano (n. 1901)
- 28 ottobre - Louis Saillant, sindacalista e partigiano francese (n. 1910)
- 29 ottobre - Axel Cadier, lottatore svedese (n. 1906)
- 29 ottobre - Luca Mantini, terrorista italiano (n. 1946)
- 29 ottobre - Jan Wyżykowski, geologo polacco (n. 1917)
- 30 ottobre - Nazzareno Allegra, allenatore di calcio e calciatore italiano (n. 1889)
- 30 ottobre - Guido Fassò, giurista e filosofo italiano (n. 1915)
- 30 ottobre - Hans Hinrich, attore, regista e doppiatore tedesco (n. 1903)
- 30 ottobre - Ernst Lothar, scrittore e regista teatrale austriaco (n. 1890)
- 30 ottobre - Giovanni March, pittore italiano (n. 1894)
- 30 ottobre - Federico Sani, arbitro di calcio italiano (n. 1893)
- 31 ottobre - Michail Čiaureli, regista cinematografico e scrittore sovietico (n. 1894)
- 31 ottobre - Eduardo Falcocchio, compositore italiano (n. 1921)
- 31 ottobre - Chubby Johnson, attore statunitense (n. 1903)